# روبرت باريش
روبرت باريش (بالإنجليزية: Robert Parish) مواليد 30 أغسطس 1953 في شريفبورت، هو لاعب كرة سلة أمريكي سابق بدأ مسيرته الاحترافية في سنة 1976. يبلغ طوله 7 قدم 0 بوصة (2.1 م). اعتزل اللعب في 1997.

## فرق لعب لها
- غولدن ستايت ووريورز
- بوسطن سيلتكس
- شارلوت هورنتس
- شيكاغو بولز

## روابط خارجية
- روبرت باريش على موقع إن بي أي (الإنجليزية)
- روبرت باريش على موقع سبورتس رفرنس (الإنجليزية)
- روبرت باريش على موقع كلية كرة السلة في سبورتس رفرنس.كوم (الإنجليزية)
- روبرت باريش على موقع ريلجم (الإنجليزية)
- روبرت باريش على موقع بروبوليرز (الإنجليزية)
- روبرت باريش على موقع قاعة المشاهير الجامعة الوطنية لكرة السلة (الإنجليزية)
- روبرت باريش على موقع قاعة لويزيانا للمشاهير الرياضية (الإنجليزية)